# Vila Franca das Naves
Vila Franca das Naves is een plaats (freguesia) in de Portugese gemeente Trancoso en telt 1400 inwoners (2004).